# ミゲール・コット 対 リカルド・マヨルガ戦
ミゲール・コット 対 リカルド・マヨルガ戦（ミゲール・コット たい リカルド・マヨルガせん）は、2011年3月12日にアメリカ合衆国ネバダ州ラスベガスのMGMグランド・ガーデン・アリーナで開催されたプロボクシングの試合。9か月前にヤンキー・スタジアムでユーリ・フォアマンを破って王座を獲得したが、過去の実績を評価されてスーパー王座に昇格しての初防衛戦。コットとマヨルガには因縁がありキャッチコピーは『リレントレス(容赦なき戦い)』。前座にはIBF世界ライト級王者ミゲル・バスケスの防衛戦とユーリ・フォアマンの再起戦も行われた。この試合はショウタイムがペイ・パー・ビューで生放送した。

## 背景
ミゲール・コットはマニー・パッキャオに敗れてWBO世界ウェルター級王座から陥落したが、スーパーウェルター級に転向して2010年6月25日ヤンキー・スタジアムで行われたWBA世界スーパーウェルター級王者ユーリ・フォアマンを破って初黒星をつけて王座を獲得した。試合後コットは肩を負傷していたため手術を行い、フォアマンとの試合しかできなかった。
リカルド・マヨルガはシェーン・モズリーとの対戦で逆転失神KO負けで少しブランクを作った。その後アルフレド・アングロとの対戦の話があったが、スパーリング中に肋骨を骨折したため試合がキャンセルになった。マヨルガのプロモーターでもあるドン・キングはわずかな時間でライバルのボブ・アラムと交渉を進めコットとの試合を締結させる。マヨルガはコットに個人的に因縁を作り、公式のプレゼンや会場入りで舌戦、前日計量であわや乱闘騒ぎが起きるなどピリピリしたムードになり、試合で清算出来るかどうか注目が集まった。
試合は最終12回にコットがマヨルガからダウンを奪い、その後マヨルガがレフェリーに手の異常を訴えストップを申し入れてストップ。コットが因縁を清算し初防衛に成功した。

## メインイベント以外の放映カード
- ユーリ・フォアマン VS パウェル・オラック

- IBF世界ライト級王者ミゲル・バスケス VS IBF世界ライト級1位レオナード・ザッパヴィグナ

- トミー・ズビコウスキー VS リチャード・ブライアント

## 後日ネット配信カード
- エリック・モリーナ VS ジョセフ・ラボッテ

- マット・コロボフ VS マイケル・ウォルカー

- ファン・ゴンサレス VS ジェレリー・マクラウリン

- ヘスス・ロハス VS イサック・ヒダルゴ